# Erica Marx
Erica Marx (12 mai 1909 - 4 avril 1969) est une éditrice anglaise. Elle est l'amie intime de Mariette Lydis.
Elle apprend le métier en France où son père, le collectionneur Hermann Marx (Cobham), la confie à son ami Giuseppe Govone.
Elle travaille avec Alberto Tallone aux éditions de l'Hotel de Sagonne Paris Bastille et crée une collection de jeunes auteurs de poésie en 1951 : Hand and Flower Press.

## Source
- Erica'papers, Evansten Northwestern University Library, Poetry Book Society